# Иваньи, Дальма
Дальма Эрика Иваньи (венг. Dalma Erika Ivanyi; род. 13 марта 1976 года в Бекешчабе, Бекеш, Венгрия) — венгерская профессиональная баскетболистка, выступавшая в женской национальной баскетбольной ассоциации. Была выбрана на драфте ВНБА 1999 года в четвёртом раунде под общим тридцать девятым номером клубом «Юта Старз». Играла в амплуа разыгрывающего защитника.

## Ранние годы
Дальма Иваньи родилась 13 марта 1976 года в Бекешчабе (медье Бекеш), городе в юго-восточной части Венгрии.